# Турдетани
Турдетаните са древен народ, населявал до пристигането на римляните крайния юг на Иберийския полуостров и по-специално долината Гуадалкивир, преобразувана насетне в римската провинция Бетика, която днес в общи линии съвпада с територията на Андалусия.
По мнението на Страбон (География III, 4, 13), турдетаните произхождали от населението на Тартес и говорили на родствен на тартесийския. Съседи на турдетаните били кониите (кинетите), които също говорили на близък на тартесийския.
Турдетаните през цялата античност били като съседи в контакт с древногръцките и финикийски (пунически) колониалисти в/на Южна Иберия.
Херодот ги описва като цивилизован народ под властта на цар Аргантоний, който приветствувал фокийските колониалисти в 5 век пр.н.е. Турдетаните имали своя писменост. Във война участвали с наемници келтибери – против Рим (Ливий 34.19). Страбон отбелязва, че турдетаните и келтите били най-цивилизованите народи в Иберия, и в този смисъл, тяхното културно наследство е в най-висока степен съпоставимо с гръко-римските аналози. В началото на втората пуническа война, турдетаните въстават срещу римския губернатор – през 197 г. пр.н.е. След като Катон Стари става консул (в 195 г. пр.н.е.) се сдобива с властта над цяла територия на днешна Испания. Катон изпърво подавя въстанието на североизток, след което се насочва на юг, за да се справи с турдетаните, определяни за „най-войнствените от всички иберийски племена“ (Тит Ливий, „История на Рим“, 34.17). Катон се завръща в Рим в 194 г. пр.н.е., като оставя двама претори за отговорници за двете въстанали провинции.
Някои учени са на мнение, че турдетаните и турдулите (англ. Turdulorum Oppida and Turduli Veteres) са населявали територията на днешна Португалия, както и че са били подложени на повсеместна келтизация.
В комедията на Плавт „Пленници“ има едно споменаване на турдетаните (акт I, сцена 2), което издава че районът, който са обитавали в Испания, е бил известен с косовете Turdus.